# أو دو فرانس
أو دو فرانس أو أعلى فرنسا (بالفرنسية: Hauts-de-France)‏ هي منطقة الإدارية في شمال فرنسا وإحدى مناطق فرنسا، منطقة من فرنسا تم إنشاؤها بواسطة الإصلاح الإقليمي للمناطق الفرنسية في عام 2014 ، من اندماج نور با دو كاليه وبيكارديا. عاصمتها ليل. نشأت المنطقة الجديدة في 1 يناير 2016 ، بعد الانتخابات الإقليمية في ديسمبر 2015. وافق مجلس الدولة الفرنسي على أو دو فرانس كاسم للمنطقة في 28 سبتمبر 2016 ، اعتبارًا من 30 سبتمبر 2016.
يبلغ عدد سكانها 6,009,976 نسمة (اعتبارًا من 1 يناير 2015)، ويبلغ عدد سكانها 189 نسمة / كم 2، وتمثل المنطقة الثالثة من حيث عدد السكان في فرنسا والثاني الأكثر كثافة سكانية في فرنسا الكبرى بعد إيل دو فرانس.
تبلغ مساحة المنطقة 31,813 كيلومتر مربع (12,283 ميل مربع). يحدها النورماندي وغراند إيست أوالشرق الكبير وإيل دو فرانس وبلجيكا (المنطقة الفلمنكية والونيا) والمملكة المتحدة (إنجلترا) عبر القناة الإنجليزية.

## التركيبة السكانية
يبلغ عدد سكانها 6,009,976 نسمة اعتبارًا من 1 يناير 2015

## المدن الرئيسية
- ليل (227.560 ، عاصمة المنطقة، 1.5 مليون نسمة)
- آميان (133,448)
- روبايكس (94713)
- توركوينج (91,923)
- دونكيرك (90,995)
- كاليه (72,589)
- فيلنوف داسك (62,308)
- سان كوينتين (55978)
- بوفيه (54,289)
- فالنسيان (42691)

## معرض صور

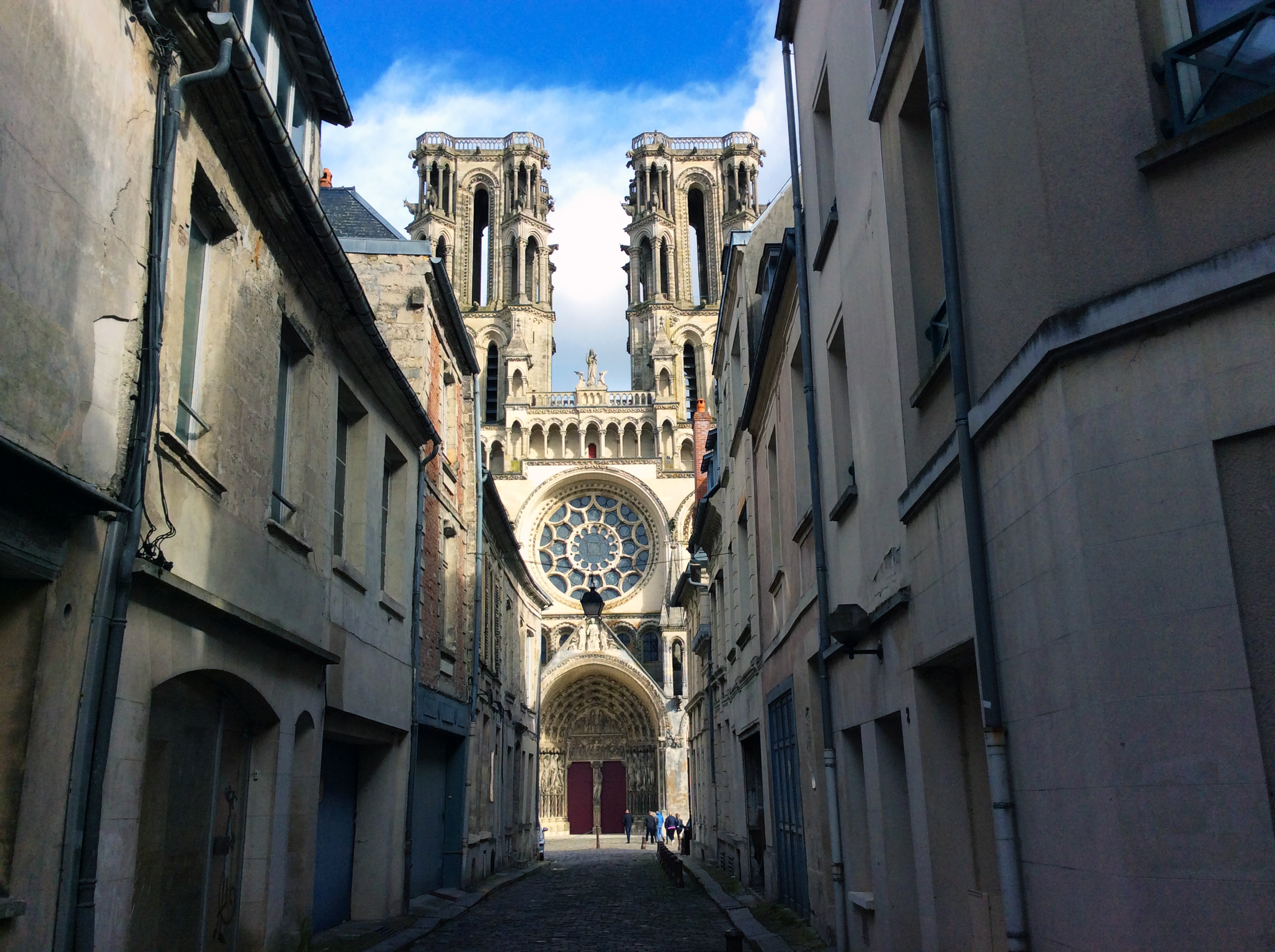
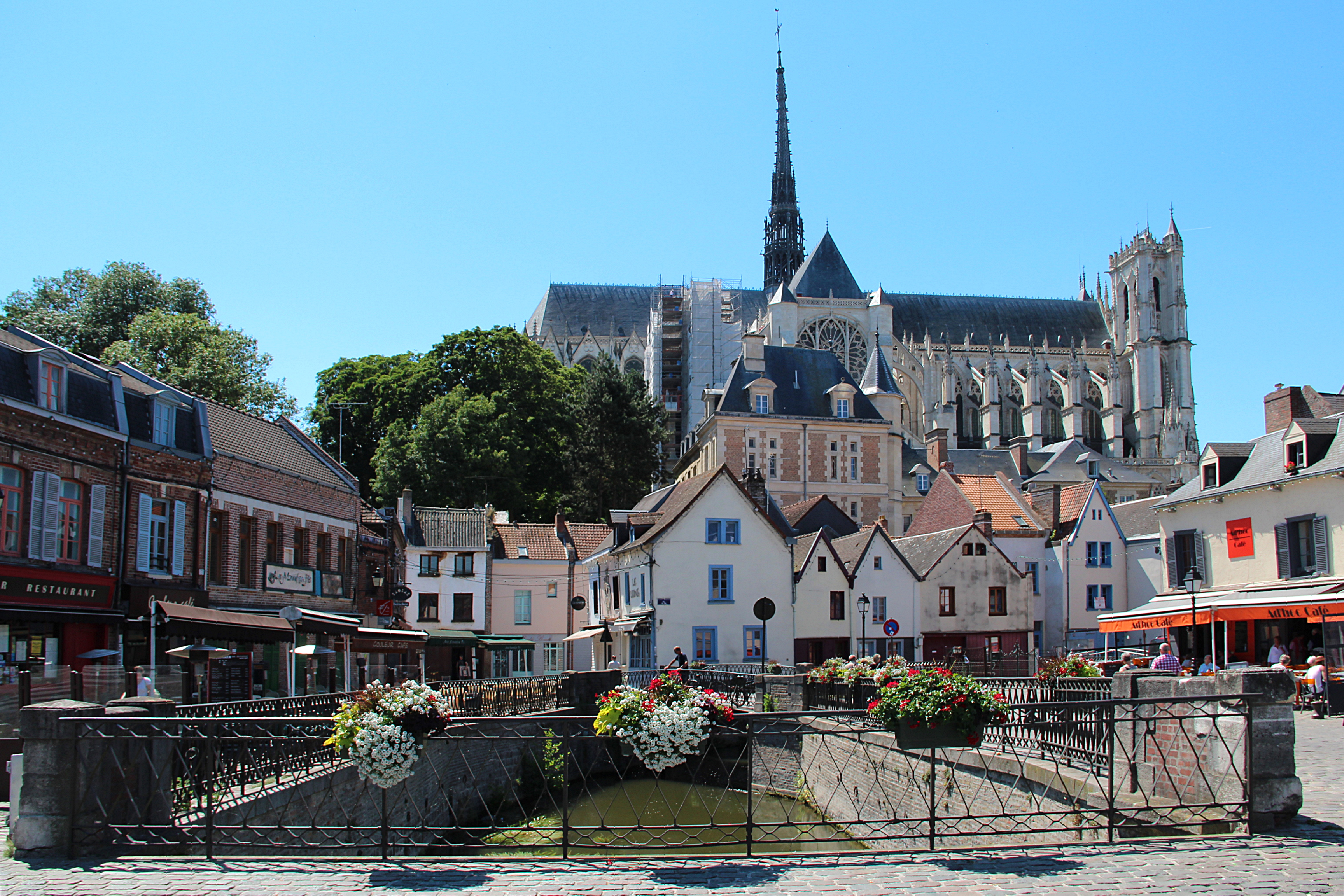
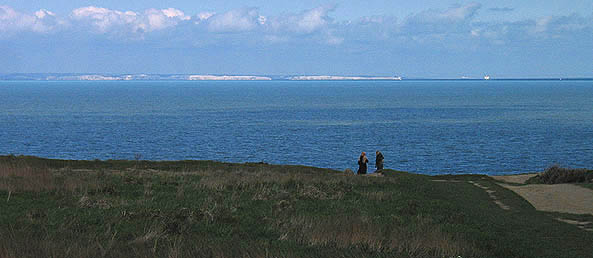
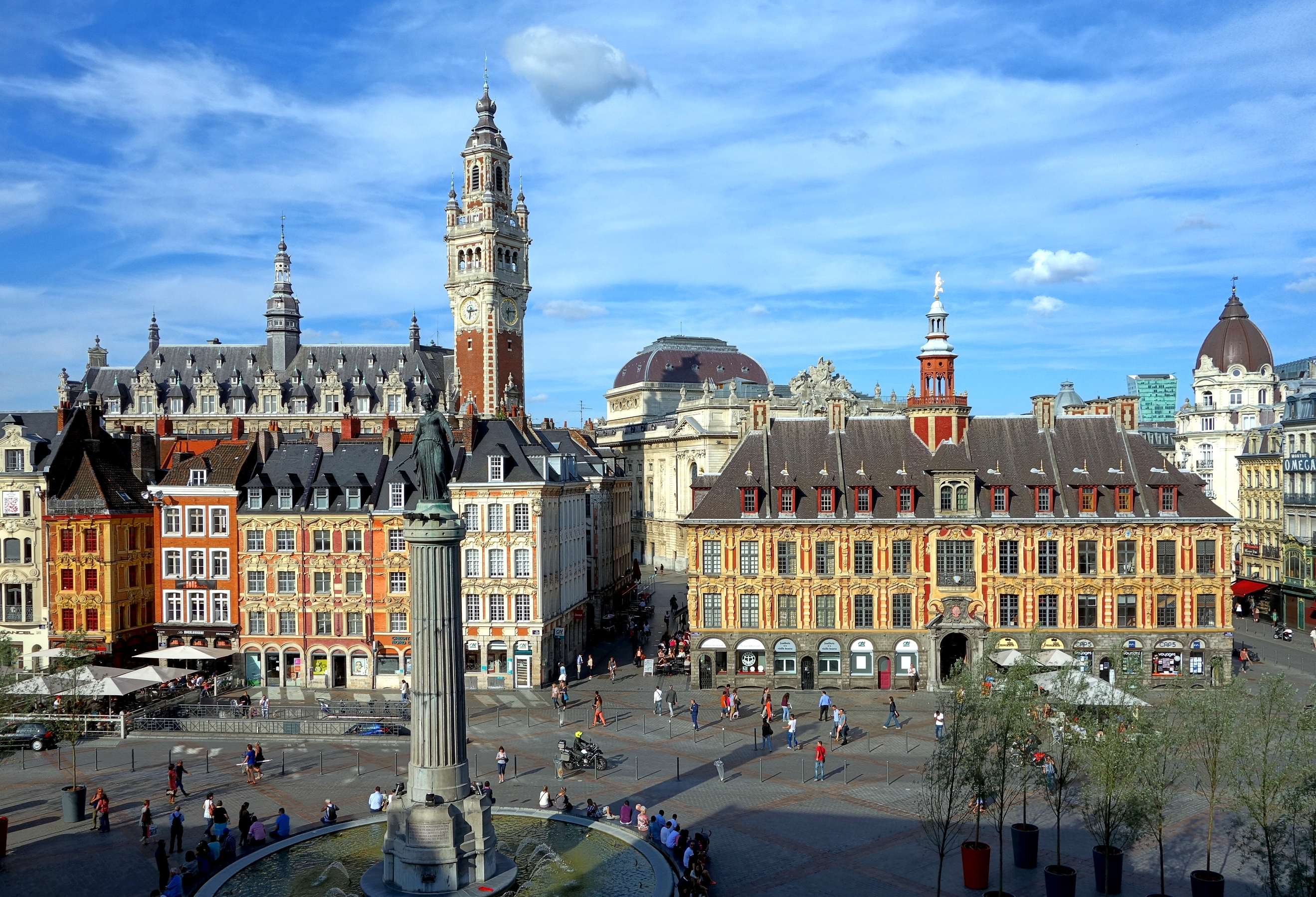

## أعلام
- شارل الثالث ملك فرنسا
- روبرت الأول، كونت الفلاندرز
- برنارد ملك إيطاليا